# À l'intérieur (film, 2007)
Pour les articles homonymes, voir À l'intérieur et Inside.
Pour plus de détails, voir Fiche technique et Distribution.
À l'intérieur est un drame d'horreur psychologique français réalisé par Alexandre Bustillo et Julien Maury, sorti en 2007.
Premier long-métrage des réalisateurs, le film est l'un des premiers à appartenir au courant du New French Extremism.

## Synopsis
Le jour du réveillon de Noël, quatre mois après l'accident de voiture qui blesse fatalement son mari, Sarah organise les derniers préparatifs avant l'accouchement de son enfant postmature le lendemain. Toujours en deuil de son mari, Sarah est tombée en dépression. Elle refuse la compagnie de sa mère le soir même et demande à Jean-Pierre, son patron, de l'emmener à la clinique le lendemain.
Ce soir-là, une femme étrange et inconnue sonne à la porte de Sarah et lui demande d'utiliser le téléphone. Sarah ment et dit que son mari dort et ne veut pas être dérangé, mais la femme répond qu'elle sait que son mari est mort. Quand la femme continue à vouloir entrer chez Sarah, cette dernière, photographe, essaie de prendre une photographie de l'inconnue à travers la fenêtre, sans succès, et téléphone à la police ; quand elle arrive, la femme a déjà disparu. La police assure à Sarah qu'elle sera en sécurité et arrange une visite plus tard dans la nuit.
En développant ses photos, Sarah reconnaît la femme à l'arrière-plan d'une photo prise plus tôt, indiquant que la femme suit Sarah depuis un moment. Sarah téléphone à Jean-Pierre et lui demande d'améliorer les photos. Alors que Sarah va se coucher, la femme arrive dans la chambre et réveille Sarah en lui plantant une paire de ciseaux dans le nombril. Sarah parvient à se débattre et à s'enfermer dans la salle de bains. La femme tente d'y entrer, assurant que son but est de prendre le bébé de Sarah.
Jean-Pierre arrive chez Sarah et prend la femme pour la mère de son employée. Peu de temps après, Louise, la véritable mère de Sarah, arrive, ce qui attise les soupçons de Jean-Pierre. Louise monte à l'étage retrouver sa fille, mais cette dernière, la prenant pour son assaillante, la tue accidentellement en lui plantant une baguette pour cheveux dans le cou, tandis que Jean-Pierre est poignardé à mort par la femme.
Des policiers arrivent chez Sarah avec un jeune homme en état d'arrestation et, ne sachant pas à quoi ressemble Sarah, prennent la femme pour cette dernière, avant de se rendre compte qu'elle n'était pas enceinte. Quand les deux policiers retournent dans la maison, l'un est poignardé à mort avec une aiguille à tricoter par la femme, tandis que l'autre se prend une balle en pleine tête en essayant d'aider Sarah. Alors que le troisième policier ainsi que le jeune homme arrivent dans la maison pour aider Sarah, la femme coupe le courant avant de tirer sur l'officier et de poignarder le jeune homme dans le crâne.
Sarah confronte la femme et parvient à lui brûler la moitié du visage avec un aérosol et une cigarette. La femme s'enfuit et, une fois cernée par Sarah, révèle qu'elle est la conductrice de l'autre voiture de l'accident, qui a tué son enfant. Elle souhaite alors celui de Sarah comme remplacement.
Avant que Sarah ne puisse réagir, elles sont interrompues par le réveil du troisième officier de police ; touché par un projectile en sachet, il a survécu à l'attaque mais est maintenant désorienté et aveugle. Il prend Sarah pour l'assaillante et lui bat le ventre avec sa matraque, ce qui force Sarah à perdre les eaux. La femme vient à l'aide de Sarah et tue brutalement le policier, mais Sarah, maintenant allongée dans les escaliers, commence à accoucher.
Alors que l'enfant est coincé, désespérée et prête à sauver son enfant, Sarah demande à la femme, maintenant hésitante, de faire ce qu'elle avait originellement prévu. La femme, en larmes, fait une césarienne sur Sarah, ce qui sauve l'enfant mais tue la mère. La femme s'assoie sur une chaise et commence à bercer le bébé en regardant avec mélancolie le cadavre de Sarah.

## Fiche technique
- Titre original et francophone : À l'intérieur
- Réalisation : Alexandre Bustillo et Julien Maury
- Scénario : Alexandre Bustillo
- Production : Priscilla Bertin, Vérane Frédiani, Rodolphe Guglielmi, Frederic Ovcaric, Teddy Percherancier et Franck Ribière
- Musique : François-Eudes Chanfrault
- Photographie : Laurent Barès
- Montage : Baxter
- Décors : Marc Thiébault
- Costumes : Martine Rapin
- Budget : 2,5 millions d'euros
- Pays d'origine :  France
- Format : couleur - 1,85:1 - 35 mm - Dolby Digital
- Genre : horreur
- Durée : 83 minutes
- Dates de sortie :
  - France : 24 mai 2007 (festival de Cannes), 13 juin 2007 (sortie nationale)

## Distribution
- Alysson Paradis : Sarah
- Béatrice Dalle : la femme
- Nathalie Roussel : Louise
- François-Régis Marchasson : Jean-Pierre
- Jean-Baptiste Tabourin : Matthieu
- Dominique Frot : l'infirmière
- Claude Lulé : le médecin
- Hyam Zaytoun : policière municipale
- Tahar Rahim : policier municipal 1
- Emmanuel Guez : policier municipal 2
- Ludovic Berthillot : policier Bac
- Emmanuel Lanzi : policier Bac 2
- Nicolas Duvauchelle : policier Bac 3
- Aymen Saïdi : Abdel